# Пармузин, Дмитрий Владимирович
Дмитрий Владимирович Пармузин (11 октября 1979, Волгоград) — российский футболист, выступавший на позиции полузащитника и защитника. Сыграл 6 матчей в премьер-лиге России.

## Биография
Воспитанник волгоградского Училища олимпийского резерва, первые тренеры — Г. Н. Зайцев и В. А. Пармузин (последний — отец Дмитрия). С 16-летнего возраста выступал за дублирующий состав «Ротора». В основном составе «Ротора» дебютировал 29 июля 1998 года в матче чемпионата России против новороссийского «Черноморца», выйдя на замену на 87-й минуте вместо Олега Веретенникова. В 1999 году выступал на правах аренды за «Энергетик» из Урени, а на следующий год вернулся в «Ротор» и сыграл ещё пять матчей в высшем дивизионе.
В 2001 году перешёл в тольяттинскую «Ладу», игравшую в первом дивизионе, в оплату трансфера «Лада» отдала «Ротору» автомобили «Жигули». Однако в «Ладе» футболист не задержался и уже летом 2001 года перешёл в «КАМАЗ». В 2003—2004 годах не выступал на профессиональном уровне, а в начале 2005 года был на просмотре в белорусском «Немане», но в итоге оказался в волгоградской «Олимпии». В том же сезоне вместе с командой «Элиста» вышел из любительских соревнований во второй дивизион.
Последним профессиональным клубом футболиста был пензенский «Зенит», в дальнейшем Пармузин несколько лет выступал за любительские команды. В 33-летнем возрасте завершил игровую карьеру.
В 2012—2014 годах был главным тренером волгоградского любительского клуба ВГАФК, в дальнейшем работает в нём же тренером по работе с вратарями.

## Личная жизнь
Отец, Владимир Алексеевич (род. 1953), работал футбольным тренером в структуре «Ротора», камышинского «Текстильщика», а также в юношеской сборной России.